# Juanpe Ramírez
Juan Pedro Ramírez López (ur. 30 kwietnia 1991 w Las Palmas de Gran Canaria) – hiszpański piłkarz występujący na pozycji obrońcy w Gironie FC.